# シネマディクト
シネマディクト（Cinemadict）は、青森県青森市古川1丁目に所在する映画館（ミニシアター）である。旧名称は奈良屋劇場（ならやげきじょう）。

## 歴史
1954年、青森県青森市古川に奈良屋劇場として設立される。当初は東映作品を中心とする邦画の封切館だった。館名の「奈良屋」は、創業者の谷田猷次郎が奈良県出身だったことに由来する。1960年の『映画便覧』には奈良屋東映として掲載されており、青森市内には奈良屋東映を含めて19の映画館が存在していた。
開業5年後の1959年頃、天井裏を観客席に改造するという試みを行うも、1962年、火事により当時の建物は消失。その後再建され、東洋映画劇場が「青森東映」に改称して以降は邦画の二番館として営業を継続した。
その後ビルの改装までの間はピンク映画を上映していた。1997年3月15日、地上4階建ての「NARAYAビル」に改築。同ビル3階に2スクリーンのミニシアターのシネマディクトとして再開業した。ビルの正面（国道7号線沿い）には旧劇場時代に使用していたスライド式映写機がモニュメントとして展示されている。

## フロア構成
| 階  | 入居施設 |
| --- | --- |
| 4階 | 映写室 |
| 3階 | シネマディクト（ルージュ／ノアール）                                                                            |
| 2階 | たにた耳鼻咽喉科クリニック                                                                                      |
| 1階 | エントランス （かつてはあおもり信用金庫の支店が入居していたが、青い森信用金庫へ統合したことに伴い撤退している） |

同館のあるビル3階に向かう階段の壁には、歴代上映作品のポスターが数多く展示されている。

## 特徴
150席のルージュ館（椅子の色は赤）と、55席のノアール館（椅子の色は黒）の2スクリーンで構成されている。
リニューアル当初は主に洋画の話題作をメインに上映していたが、2023年現在はそのような映画の上映はほとんど上映されず、アート系の映画を主とした編成をしている。
映画上映のみならず、2006年からは『シネマディクト寄席』と題した落語の興行を年数回行っている。